# Металург (Запоріжжя)
«Металу́рг» — колишній український футбольний клуб з міста Запоріжжя, заснований у 1935 році, розформований 6 червня 2018 року. Усі чемпіонати України до сезону 2010-11 включно провів у вищій (Прем'єр) лізі, після чого вилетів до першої ліги, проте відразу ж повернувся назад. У 2006 році грав у фіналі Кубка України, де програв «Динамо» (Київ).

## Історія
Колишні назви:
- 1935–1949: «Сталь»
- 1950—дотепер: «Металург»

### Початок
Історія команди почалася в середині 1930-х років, коли «Запоріжсталь» виділилася із структури «Дніпрокомбіната» в самостійне підприємство. У деяких цехах були створені футбольні команди, які почали розігрувати між собою першість заводу. Найкращі гравці увійшли до складу збірної команди «Сталь», яка представляла завод в різних змаганнях.
Честь «Запоріжсталі» захищали Пономарьов, Бороденчик, Швачка, Акопянц, Атос, Тищенко, Сільванов, а також воротар Близнюк і захисник Шереметьєв, які багато разів включалися в збірну міста. Тренував заводську команду колишній командувач миколаївського «Суднобудівника» Борис Войтенко.
У 1935 році запорізька окружна рада фізкультури додала «Сталі» статус основної команди міста. Футболісти «Сталі» часто грали в товариських матчах з командами, що брали участь в чемпіонатах СРСР. Так в 1938 році нічийний результат був зафіксований в зустрічі з московським «Спартаком». А ще один представник російської столиці — «Пищевик» (Харчовик) програв «Сталі» з рахунком 1:2. Восени цього ж року футболісти «Сталі» провели 12 матчів в містах Донбасу. 10 з них вони виграли, один звели внічию і лише один програли. Поступальний розвиток клубу перервала Друга світова війна.

### Відродження
Після війни, 1946 року разом із Запоріжсталлю відродилася і команда «Сталь». Але перші успіхи почали приходити до неї тільки через три роки. Саме у 1949 році, після невдалого виступу «Локомотива» в першості СРСР постало питання про необхідність відродження запорізького футболу.
Наприкінці жовтня команда «Запоріжсталі», яка отримала вже нове ім'я — «Металург» — виграла і другий турнір на приз газети «Більшовик Запоріжжя». У вирішальному матчі запоріжсталівці обіграли команду ДСО «Наука» з рахунком 1:0. У складі переможців виступали І. Бабенко, Р. Подлесний, Ст. Авдєєв, Н. Хвостик, А. Макаренко, А. Есмеральдо, І. Гаркуша, А. Касьянов, Е. Артего, Ст. Ізотов, П. Попов.

### Перші вершини
Починаючи з 1950 року «Металург» грає в першості республіки і три роки поспіль виходить у фінальну частину, де веде боротьбу з іншими переможцями зон за путівку в клас «Б». Це їм вдається за підсумками сезону 1952 року, завоювавши звання чемпіона України.
Окрім золотих медалей «Металург» отримує статус команди майстрів і право брати участь в чемпіонаті СРСР.
Успішно грали запорожці і в Кубку України, двічі (в 1951 і 1952 рр.) виграючи головний приз. Окрім цього, в 1951 році запорожці виграють ще три кубки — міста, області, і ЦС ДСО «Металург». У 1950 році «Металург» дебютує і в Кубку СРСР. У 1/64 фіналу він з розгромним рахунком перемагає «Локомотив» з Петрозаводська — 5:0. На наступному етапі команда, хоча і програє 2:3, але гідно протистоїть сталінградському «Торпедо».
У наступному сезоні «Металург» доходить до 1/8 фіналу, обігравши мінське «Динамо» — 1:0, московський «Локомотив» — 4:0 і переможця кубка Узбецької РСР команду Московського району — 9:2. Лише неодноразовий чемпіон СРСР, московське «Динамо», зупиняє запорожців — 1:5.

### Виступи на загальнорадянському рівні

Логотип «Металурга» в радянський період

З 1953 по 1962 рік «Металург» був незмінним учасником першості СРСР у класі «Б». У 1960 році він займає перше місце в зоні і у фінальних матчах завойовує звання чемпіона України. Двічі запорожці ставали другими (1958, 1962) і тричі третіми (1953, 1954, 1956). Перша серйозна спроба прорватися у вищий клас була зроблена в 1956 році. На фініші сезону, маючи найбільшу кількість перемог (21), «Металург» набрав лише на одне очко менше переможців зони — мінського «Спартака», який потім успішно провів фінальні ігри та увійшов у клас «А». Буквально за один крок від вищої ліги «Металург», який очолював Михайло Чуркін, був і в 1960 році. Команда на самому фініші випередила одеський СКА і зайняла в зональному турнірі перше місце. У боротьбі за звання чемпіона України запорожці зустрілися з переможцями іншої зони — миколаївським «Суднобудівником». Перший матч «Металург» виграв з рахунком (6:2), другий закінчився внічию (0:0). У перехідних іграх з донецьким «Шахтарем» за право грати у класі «А» «Металург» один матч програв (0:2), а другий виграв (1:0). Відповідно до регламенту повинен був відбутися третій поєдинок. Але Федерація футболу внесла корективи в положення про розіграш. Третій матч не відбувся і у вищому дивізіоні радянського футболу, за рахунок кращої різниці забитих і пропущених м'ячів залишилися гірники.
За роки виступів в класі «Б» «Металург» провів в чемпіонаті СРСР 306 матчів (152 перемоги, 71 нічия, 83 поразки). У 1963 році, виступаючи у другій лізі радянського футболу, «Металург», зайняв четверте місце в зоні. У 1967 році запорожці лише на одне очко відстали від київського СКА в зональному турнірі. В турнірі команд, що боролися за 4-6 місця, «Металург» вийшов переможцем і став четвертою командою другої групи в класі «А».
В кінці 1969 року — на початку 1970 року, в команду прийшла молодь, разом з досвідченими гравцями команди вони створили боєздатний колектив. «Металург» з перших же турів захопив лідерство і після 34 туру випереджав найближчого переслідувача на 9 очок. «Металургу» вдалося одноосібно лідирувати весь турнір і задовго до його закінчення забезпечити собі путівку в першу лігу класу «А». «Металург» порадував любителів футболу високою результативністю: за сезон у ворота суперників було забито 73 м'ячі, за це команда була нагороджена «Рубіновим кубком» республіканської газети «Молодь України».
4 квітня 1971 року, приймаючи на своєму полі футболістів іванівського «Текстильника», клуб зіграв свій перший матч у першій лізі. Дебют виявився невдалим для запорожців. Вже на 6 хвилині нападник гостей Олександр Шуляков забив м'яч у ворота команди, цей рахунок зберігся до кінця зустрічі. Незважаючи на невдалий початок, «Металург» в сезоні 1971 домігся найкращого результату за всі роки виступу у першій лізі. У підсумковій таблиці команда посіла четверту позицію.
Двічі, під керівництвом Олександра Томаха, запорожці займали п'яті місця, в 1983 і 1984 роках. На початку 1989 року під керівництвом досвідченого організатора і господарника заслуженого тренера УРСР Геннадія Жиздика, в Запоріжжі був створений перший у першій лізі відомчо-територіальний госпрозрахунковий клуб.
У 1990 році з тренером Ігорем Надєїним, досвідченим Ігорем Наконечним і Сергієм Волгіним і молодими Юрієм Дудником і Віктором Скрипником, «Металург» фінішував на третьому місці у першій лізі СРСР, яке дало право в 1991 році грати у вищій лізі.
У 1991 році здійснилася давня мрія запорізьких уболівальників — «Металург» увійшов до еліти радянського футболу. Уже в першому матчі футболісти «Металурга» довели, що можуть на рівних грати з грандами радянського футболу, перемігши московський «Спартак» з рахунком 2:1. У числі переможених в цьому сезоні опинилося також «Динамо» (Київ), а також мінське «Динамо», московський «Локомотив» і «Дніпро». Головну задачу, закріпитися у вищій лізі команда виконала, зайнявши 13 місце. Але чемпіонат СРСР 1991 року виявився останнім в історії СРСР. Україна стала проводити власний чемпіонат. Запорізька команда була включена у вищу лігу чемпіонату України з футболу.

### Виступи у 1990-ті роки
Незалежна Україна відразу ж вирішила перейти на європейську систему розіграшу національного чемпіонату, перший чемпіонат вирішено було провести в усіченому вигляді, розбивши команди на дві групи, сформовані за результатами виступів команд в попередньому чемпіонаті СРСР.
Команда в першому чемпіонаті посіла в групі «А» тільки 5 місце, пропустивши вперед сімферопольську «Таврію», донецький «Шахтар», одеський «Чорноморець» і навіть запорізьке «Торпедо».
Другий чемпіонат України також не порадував запорізьких уболівальників. За результатами першого кола команда розташувалася на 9 місці, а друге коло команда почала з новим наставником — Янісом Скределісом. Проте латвійський фахівець після зимової перерви зумів вивести команду лише на 7 місце.
Третій чемпіонат залишився в пам'яті уболівальників, як один із найбільш невдалих для «Металурга». Уже після 8 туру був звільнений Яніс Скределіс, якого змінив Григорій Вуль. Однак запорізькому фахівцю не вдалося стабілізувати гру «Металурга» і після першої половини чемпіонату команда значилася в рядах аутсайдерів, займаючи останнє, 18 місце, в таблиці. В ролі рятівника виступив Анатолій Куксов, що зайняв місце головного тренера в зимове міжсезоння. Під керівництвом нового тренера запорожці фінішували на 16 місці.
Старт четвертого чемпіонату ознаменувався злиттям двох запорізьких команд. Почавши сезон не дуже вдало вже після 7 туру команда об'єдналася з одним із лідерів другої ліги футбольним клубом «Віктор». Очолив «Металург» Олександр Томах, який привів із собою з «Віктора» 10 футболістів, завдяки грі яких запорожцям з 43 очками вдалося зайняти 9 місце в підсумковій таблиці. Саме в цьому чемпіонаті в складі «Металурга» дебютували футболісти як Валентин Полтавець, Іван Богатир, Максим Тищенко, Михайло Поцхверія.
У п'ятому чемпіонаті «Металург» зробив крок відразу на 4 сходинки вгору, зайнявши на фініші рекордну 5 місце.
В шостому чемпіонаті у вищому дивізіоні національної першості відбулося скорочення команд з 18 до 16 клубів. Набраний в попередній першості темп запорожцям зберегти не вдалося. За підсумками чемпіонату команда посіла лише 8 місце, набравши 41 очко. Єдине, чим «Металург» порадував своїх шанувальників, так це виїзною перемогою над майбутнім чемпіоном київським «Динамо» і домашнім розгромом сімферопольської «Таврії» з рахунком 8:1.
В сьомому чемпіонаті «Металург» зробив крок назад у порівнянні з минулим сезоном. У зимове міжсезоння команду зі скандалом покинув квартет молодих гравців у складі Якова Кріпака, Андрія Каряки, Сергія Ільченка і Олексія Олійника, які перейшли в київський ЦСКА. Слідом за четвіркою пішов з тренерського містка і Олександр Томах, місце якого зайняв Олександр Штелін. Під керівництвом нового тренера команда піднялася на 9 місце, набравши в підсумку 37 очок.
Восьмий чемпіонат запорожці почали дуже вдало, зі старту займаючи друге місце в таблиці слідом за «Динамо». Весняну частину чемпіонату команда почала невдало і після двох поразок на старті другого кола був відправлений у відставку Олександр Штелін. Замінив його на тренерському містку Мирон Маркевич, який фінішував з «Металургом» на 8 місці, набравши в підсумку 42 очки.
У дев'ятому чемпіонаті «Металург» зіграв досить стабільно, набравши 44 очка, лише за співвідношенням особистих зустрічей, команда залишилася на 6 місці, пропустивши вперед харківський «Металіст». Підсилили гру запорожців прийшли в команду захисники Олександр Чижевський та Юрій Беньо, півзахисник Олександр Співак, екс-нападник запорізького «Торпедо» Роман Бондаренко і перший легіонер в історії «Металурга» сербський форвард Ацо Василевич. Цей чемпіонат запам'ятався запорізьким уболівальникам ще й переконливою перемогою над дніпропетровським «Дніпром» (6:1). Залишилася в пам'яті шанувальників також безпрограшна серія з семи матчів.

### «Нульові»

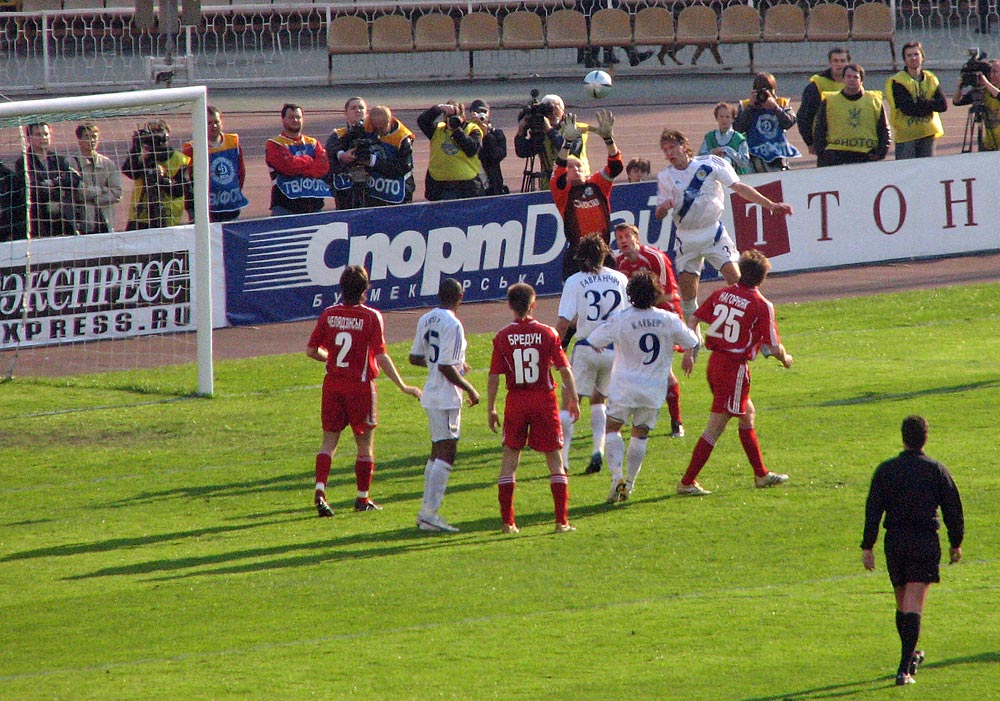
«Металург» у фіналі Кубка України проти «Динамо» (Київ). 2 травня 2006 року.

Чемпіонат України 2000—2001 «Металург» почав з чотирьох поразок поспіль у стартових турах. У літнє міжсезоння Мирон Маркевич затіяв кадрову «революцію» в команді, несподівано позбувшись від футболістів, які визначали гру команди в останні роки. Поїхав в дніпропетровське «Дніпро» Валентин Полтавець, в донецький «Шахтар» перейшов В'ячеслав Шевчук, уклав контракт з «Зенітом» з Санкт-Петербурга Олександр Співак, покинув команду Роман Бондаренко. До того ж на початку сезону отримав травму і вибув майже на рік форвард Ацо Василевич. Поповнили команду досвідчені гравці Сергій Ковалець, Олег Матвєєв, а також румунські легіонери Іонел Пірву і Даніель Бастон, які не відразу знайшли спільну мову з новими партнерами. Команда насилу подолала кризу і посіла 8 місце на фініші чемпіонату, але це не задовольнило керівництво клубу, і за два тури до закінчення чемпіонату команду очолив Володимир Атаманюк.
Старт одинадцятого чемпіонату ледь не став повторенням попереднього. Поразка в першому турі на своєму полі від донецького «Металурга» з рахунком 0:3 і виїзна невдача у Львові в грі з «Карпатами» (0:1) коштували місця головного тренера Володимиру Атаманюку. Команду очолив Олег Таран. Перше коло команда закінчила на 6 місці, показавши впевнену гру в обороні і пропустивши в 11 матчах під керівництвом нового тренера всього 7 м'ячів. Але в атаці команда грала не так добре, тому в зимове міжсезоння в команду прийшли шість гравців. Суттєву допомогу команді в другому колі надали Іраклій Модебадзе та Олексій Савінов. Багато в чому завдяки зусиллям вихованців запорізького футболу команда зуміла зайняти четверте місце в чемпіонаті і вперше в своїй історії отримала право представляти Україну в розіграші Кубка УЄФА.
Початок дванадцятого чемпіонату України пройшов під знаком підготовки до старту в Кубку УЄФА. Команда почала посилення складу. У клуб прийшли Томислав Вишевич, Урош Милосавлевич і Александар Брджанин, а також бразильці Фабіо, Толедо і Матеус. Після чотирьох турів команда посідала останню сходинку в турнірній таблиці і лише у п'ятому турі здобула довгоочікувану перемогу з рахунком 1:0 над луцькою «Волинню». У Кубку УЄФА команда стартувала з перемоги в першому матчі кваліфікаційного раунду в Дніпропетровську (міський стадіон в той час перебував у стадії реконструкції) над мальтійською «Біркіркарою» (3:0). Перший єврокубковий гол «Металурга» забив вихованець клубної школи Армен Акопян. У відповідному матчі була зафіксована нульова нічия, яка вивела запорожців на англійський «Лідс». Після другої гри з мальтійцями команду несподівано покинув Олег Таран. Готувати команду до поєдинків українського чемпіонату і матчів 1/64 розіграшу Кубка УЄФА було довірено Олегу Луткову. Незважаючи на різницю в класі «Металург» гідно бився з суперником, поступившись на виїзді (0:1) і зігравши внічию (1:1) (гол забив Модебадзе) в Дніпропетровську. У чемпіонаті Україні в 13 турі після поразки від «Дніпра» з рахунком 0:2 на своєму полі команда опустилася на передостаннє місце, а пост головного тренера зайняв Ігор Надєїн. Однак досвідчений фахівець протримався біля керма команди всього дві гри, в зимову перерву «Металург» очолив Іван Каталинич. Хорватському тренеру не вдалося врятувати команду від розставання з вищою лігою. Набравши 26 очок «Металург» виявився на передостанньому місці і розпрощався з вищим дивізіоном. Але влітку сталося банкрутство «Олександрії» і за рішенням ради Бюро ПФЛ «Металург» зайняв місце олександрійців у Вищій лізі.
До сезону 2003—2004 «Металург» готувався спочатку під керівництвом Ігоря Надєїна, але ближче до старту чемпіонату команду прийняв Михайло Фоменко. Стартували запорожці невдало, у першому ж турі зазнавши розгромної поразки на своєму полі від донецького «Шахтаря» (0:3), згодом наставнику вдалося стабілізувати гру і перше коло команда завершила на 10 місці. У міжсезоння керівництво клубу затіяло «революцію». Михайло Фоменко розпрощався з командою, на його місце встали білоруські фахівці Анатолій Юревич і Олег Кононов. В середині другого кола тренерський склад зміцнився Сергієм Боровським, наставники сміливо почали довіряти місце в основному складі вихованцям місцевої школи, проте експеримент не приніс особливих досягнень. На фініші запорожці з 32 очкамизалишилися всього лише на 11 місці, а в міжсезоння команду очолив Валерій Яремченко. З приходом нового наставника особливих змін у складі не відбулося. Єдиним іменитим новачком виявився Юрій Максимов.

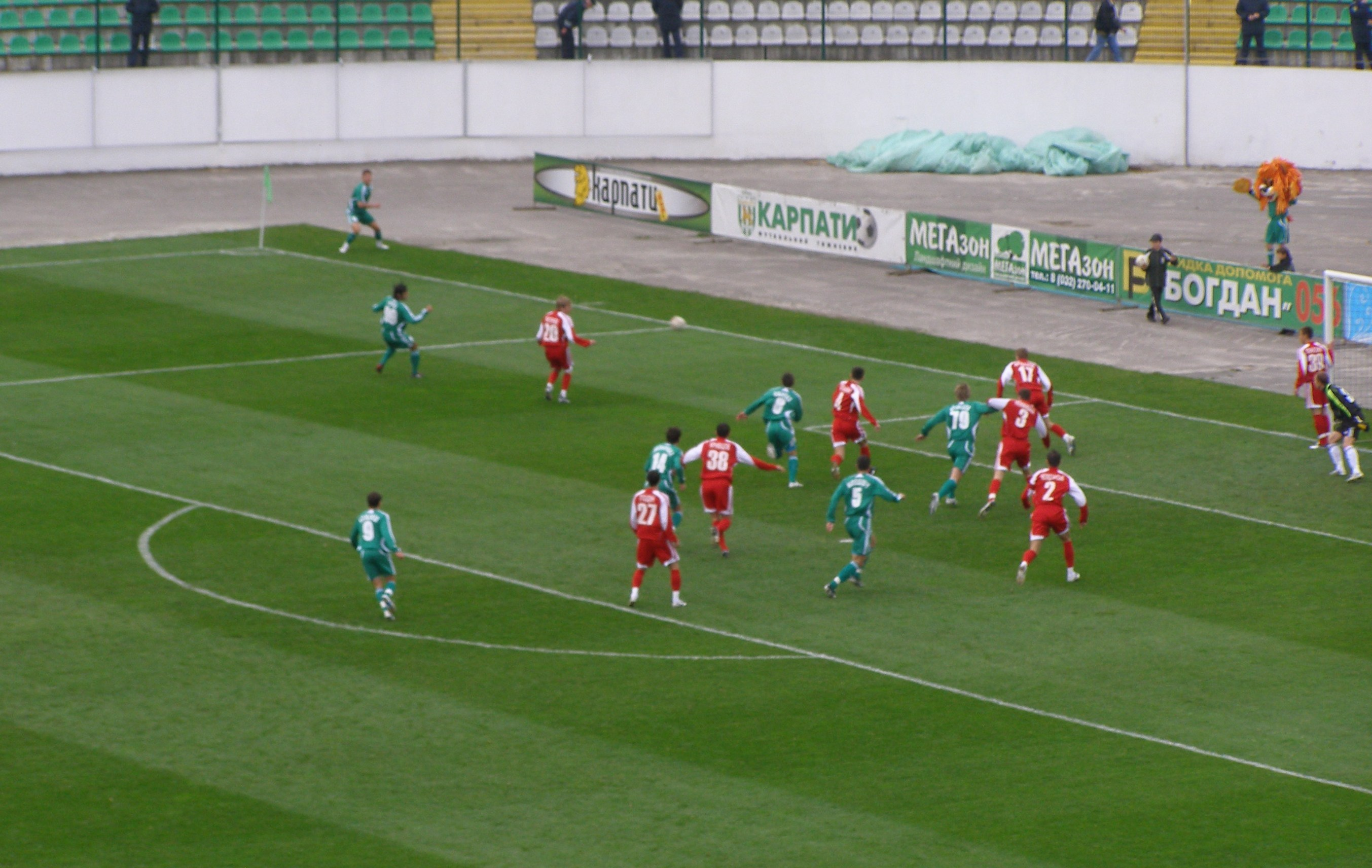
Гра «Карпати» — «Металург». 25 жовтня 2008

Чотирнадцятий чемпіонат України «Металург» почав з п'яти нічийних результатів і поразки на своєму полі від «Металіста» (1:4). Тоді в команду прийшли Сергій Попов і латвійський збірник Валентінс Лобановс. Досвідчені гравці посилили оборону, але в атаці у команди нічого не виходило. У підсумку перше коло команда завершила на 12 місці. Після зимової перерви склад «Металурга» поповнили ще три представники донецького «Шахтаря» — Євген Бредун, Валерій Кривенцов і Даніель Флоря, а також албанський легіонер Бледі Шкембі. До кінця чемпіонату команда зуміла добути 35 очки і посіла 10 місце в таблиці.
П'ятнадцятий чемпіонат України «Металург» почав зі зміни тренера. Після поразки в 3 турі від «Дніпра» з рахунком (0:3) подав у відставку Валерій Яремченко. На роль головного тренера команди запросили В'ячеслава Грозного, який спочатку значився консультантом, а до кінця чемпіонату виконуючим обов'язки головного тренера. Разом з Грозним в «Металург» прийшли Сергій Нагорняк, Герман Кутарба, Ігор Митрески, Максим Аристархов, які разом з орендованим у «Шахтаря» Дмитром Чигринським, а також Арменом Акопяном, Миодрагом Анджелковичем і Дарко Тасевським склали кістяк нової команди. До зимового перерви команда вибралася з низів турнірної таблиці і також вийшла до півфіналу Кубка України. Проте в зимовий період В'ячеславу Грозному довелося створювати практично нову команду. Встановивши рекорд виступів за «Металург» в українському чемпіонаті (215 ігор) перейшов на тренерську роботу Ігор Лучкевич, вирішив продовжити кар'єру в донецькому «Металурзі» Армен Акопян, виїхав до Ізраїлю Ігор Митрески, повернувся в «Шахтар» Дмитро Чигринський, отримав травму і вирушивя додому до Сербії на лікування Миодраг Анджелкович. Перед поповненням в кількості 14 нових гравців були поставлені два завдання: зберегти прописку у вищій лізі і через Кубок України вдруге в пробитися в Кубок УЄФА. Обидва завдання були успішно виконані до кінця квітня, в півфіналі Кубка по сумі двох зустрічей був обіграний маріупольський «Іллічівець», в чемпіонаті України команда видала серію з чотирьох перемог поспіль. 2 травня 2006 року на НСК «Олімпійський» запорожці вперше в історії грали в фіналі Кубка України і виглядали дуже гідно. Команда мала кілька можливостей для взяття воріт, але пропустивши м'яч від динамівця Клебера на першій хвилині другого тайму, запорожці до кінця зустрічі так і не змогли відігратися. У підсумковій таблиці «Металург» з 39 очками розташувався на 8 місці.
У шістнадцятому чемпіонаті України «Металург» посів 7 місце. У 30 іграх команда набрала 40 очок, здобула 10 перемог, 10 матчів зіграла внічию і зазнала 10 поразок. У літнє міжсезоння відбулися зміни на тренерському містку — місце В'ячеслава Грозного зайняв його помічник Сергій Ященко. Слідом за Грозним колектив покинули більшість гравців, які грали в основі команди. Під керівництвом донецького фахівця команда встановила власний антирекорд українських чемпіонатів — 8 стартових матчів без перемог. У другій половині першого кола гру команди вдалося стабілізувати і в середині чемпіонату «Металург» з 16 очками займав 12 місце. У Кубку України команда також не домоглася особливих успіхів, програвши в 1/16 фіналу «Кримтеплиці» по пенальті 2:4 (основний час 2:2). У Кубку УЄФА «Металург» за підсумками перших двох зустрічей пройшов кишинівський «Зімбру» (0:0 в гостях і вдома 3:0), а потім ледь не став автором сенсації, коли в рівній боротьбі пропустив в груповий турнір грецький «Панатінаїкос» (1:1 в гостях і 0:1 вдома). Друге коло «Металург» зіграв набагато вдаліше, після 22 туру на посту головного тренера було поставлено Анатолія Чанцева. Зміцнили захист команди гравець мінського «Динамо» Ян Тігорєв і сімнадцятирічний вихованець клубу Тарас Степаненко. Сьоме місце команди стало найкращим досягненням за останні п'ять років. Всього в чемпіонаті Україні тренери «Металурга» задіяли 37 футболістів, 18 з яких є вихованцями запорізького футболу.

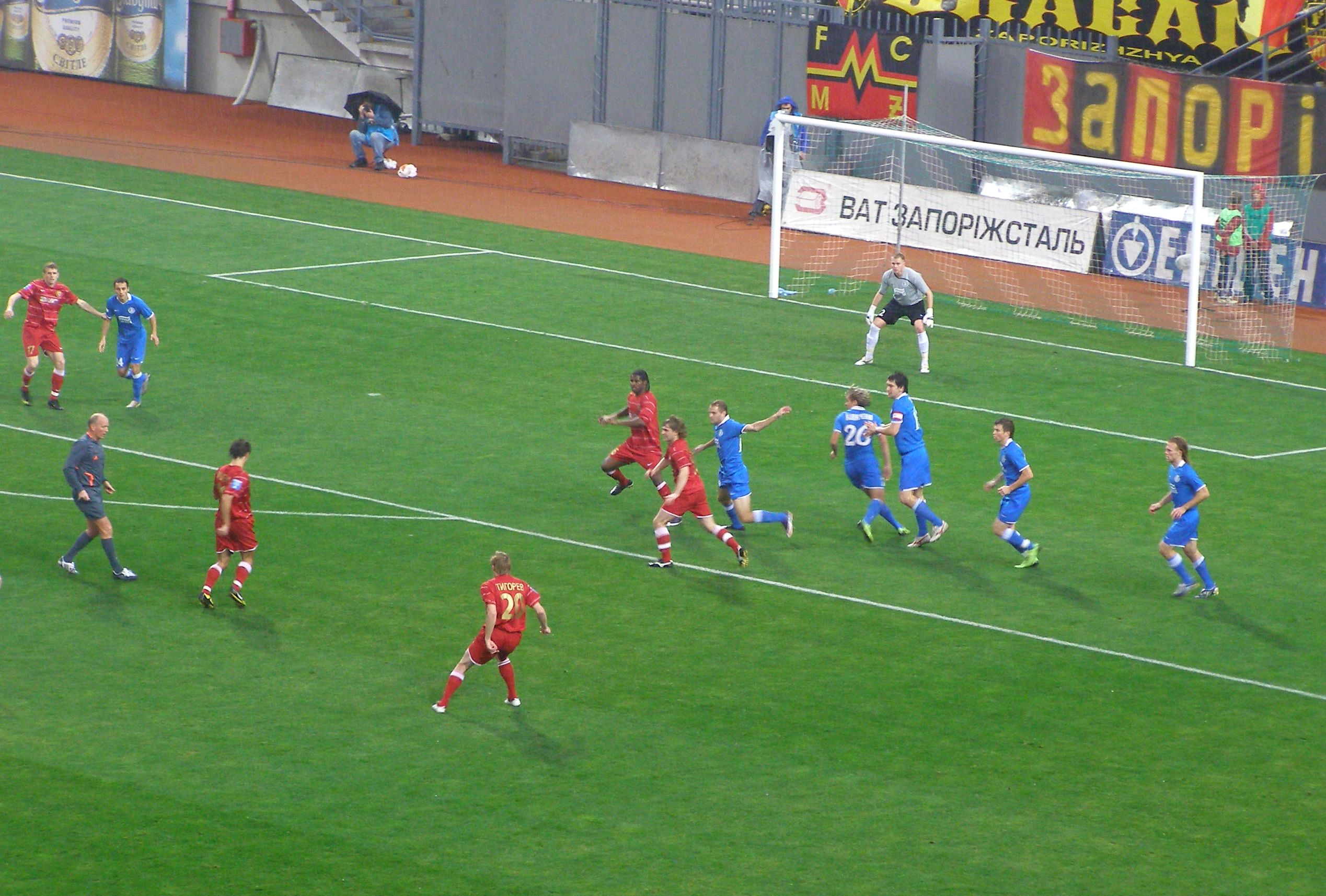
«Металург» у домашньому матчі чемпіонату проти «Дніпра». 17 жовтня 2009

У сімнадцятому чемпіонаті вперше за останні кілька сезонів «Металург» обійшовся без змін у керма команди. Команда набирала очки, що дозволило їй досить довго триматися в першій п'ятірці. Однак ближче до середини чемпіонату в грі клубу намітився спад. «Металург» повторив власний антирекорд українських чемпіонатів: видав п'ять програшів підряд. До невдач додався і виліт з Кубка України: в 1/16 фіналу команда поступилася у додатковий час «Таврії» (0:1). Кілька вдалих матчів у листопаді дозволили клубу закінчити осінню частину сезону на 7 місці. Зимовий антракт ознаменувався відходом з команди одного з її лідерів — Дато Квірквелії. Вже по ходу другої частини сезону клуб покинули ветерани. У той же час в команді з'явився і новачок Роман Луценко. Навесні запорожці почали перемагати, але незабаром команду спіткала криза, що вилилася в серію поразок. «Металургу» вистачило очкового запасу для того, щоб зберегти прописку у вищій лізі. В останніх турах запорожці награвали молодь, в результаті фінішували на 9 місці.
У 2008 році та в червні 2009 року було заявлено про можливу зміну назви клубу на «ФК Запоріжжя», всупереч переконанням вболівальників.
У 2009 році на тренерському містку Металурга почалася зміна тренерів — протягом першого кола сезону 2009—2010 головними тренерами були Лутков, Ходус, Чанцев, знову Ходус, Григорчук, знову Ходус і знову Григорчук. «Металург» в сезоні 2009/2010 зайняв лише 9-е місце. Першу частину сезону 2010/2011 «Металург» провів вкрай невдало, посівши останнє місце. У зимове міжсезоння команду залишили лідери — Дмитро Невмивака, Володимир Аржанов, Володимир Польовий, на заміну яким прийшли легіонери з Бразилії. Єдиним досягненням команди в сезоні стала домашня нічия з київським «Динамо». Підсумком 2010/2011 стало останнє місце в чемпіонаті, через що клуб вперше в своїй історії клуб вилетів в першу лігу.

### 2010—2016
У чемпіонаті першої ліги 2011/2012 команда Сергія Зайцева довгий час боролася за першу сходинку з ужгородською «Говерлою-Закарпаттям». Однак спад у весняній частині першості не тільки дозволив «Закарпаттю» відірватися від запорожців і достроково стати переможцями турніру, але і скоротив до мінімуму відрив від третьої команди ПФК «Севастополь». Перед очною зустріччю «Металурга» і «Севастополя», що відбулася в 33-му турі, перевага запоріжців становила 2 бали. Матч у Криму відзначився неоднозначним суддівством і завершився перемогою «Севастополя» з рахунком 2:1, при цьому переможний гол форвард «моряків» Сергій Кузнецов забив рукою. За підсумками цієї гри кримчани вийшли на другу сходинку, а запоріжці звернулися з низкою відкритих листів до керівництва українського футболу, вимагаючи перегравання. Проте в останньому турі «Севастополь» несподівано зіграв у нічию з «Буковиною» і суперники за другу сходинку в підсумку набрали однакову кількість очок, але завдяки кращій різниці забитих і пропущених м'ячів «Металург» посів друге місце, що дозволило саме їм повернутися в прем'єр-лігу.
У сезоні 2012–2013, «Металург» посів останню — 16 позицію. І повинен був вибути. Але через не отримання атестата «Кривбасом», який знаходився на 7 місці, залишився.
Далі клуб тинявся внизу таблиці, але знову залишався в елітному дивізіоні. І вже в сезоні 2014/15 піднявся на 7 місце.
У сезоні 2015/16 клуб переслідували фінансові проблеми. Було важко існувати. Гравці покидали клуб. «Металург» брав гравців з молодіжних складів. І вже в 2016 році не брав участі у жодних матчах.

### Новий «Металург»
У 2009 році Андрієм Богатченком та партнерами був заснований клуб «Росо Неро». Свою назву клуб отримав на честь піцерії Богатченка, в якій і зародилася ідея пограти у футбол своєю командою. Перші два сезони «Росо Неро» грав у футзал, після чого перейшли у футбол. У 2011 році команда виграла Кубок Запоріжжя та святкувала перемогу у відкритому чемпіонаті міста з пляжного футболу. У 2012 році здобула срібло чемпіонату з футболу «8×8». У 2014 році «червоно-чорні» здобули перемогу в чемпіонаті міста, випередивши на 9 очок найближчого переслідувача багаторічного чемпіона міста — «Мотор». Це досягнення надихнуло керівництво команди на подачу документів для атестації до Другої ліги, що і було зроблено в середині наступного року. Через кілька місяців, коли почався процес ліквідації «Металурга» (осінь 2015 року), засновники «Росо Неро» заявили про готовність взяти найстаріший клуб міста на свій баланс та пожертвувати проектом «Росо Неро» задля порятунку «Металурга», але домовитись не вдалось.
26 березня 2016 року в Запоріжжі відбулося засідання суспільної організації «Металург назавжди», на якому було прийнято рішення про перейменування «Росо Неро» на «Металург». На тому ж засіданні колектив перейняв клубну символіку та кольори «Металурга». 17 червня «Металург» отримав атестат на участь у Другій лізі сезону 2016—2017.
Після 31-го туру в сезоні 2017—2018 ФК «Металурга» встановив антирекорд — 120 голів — це на 16 голів більше, ніж попередній антирекорд, встановлений, до речі, все тим же Металургом рік тому. Ще ніколи жодна українська професіональна команда не пропускала упродовж одного сезону такої неймовірної кількості м'ячів.

## Клуб

### Спонсори
| Роки        | Титульні спонсори |
| ----------- | ----------------- |
| 1935 — 2012 | / Запоріжсталь    |
| 2016 — н.ч. | UNIQA             |

### Форма
| Роки        | Виробники форми |
| ----------- | --------------- |
| 2002 — 2006 | Lotto           |
| 2006 — 2009 | Adidas          |
| 2009 — 2013 | Nike            |
| 2013 — 2016 | Adidas          |
| 2016 — н.ч. | Joma            |

### Кольори та символіка
- Тут представлена еволюція клубної форми «Металурга» з моменту заснування та до сьогодення.

| 1935-1953 | 1953-1982 | 1982-1991 | 1991-2009 | 2009 | 2010-2012 | 2012-2013 | з 2013 |

| Червоний | Чорний | Жовтий |

### Емблеми клубу

Колишня емблема
Колишня емблема
Колишня емблема
Колишня емблема

## Стадіон

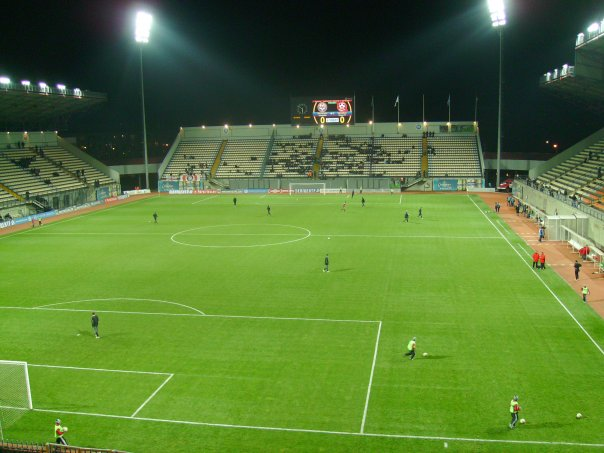
«Славутич-Арена»

З часу заснування «Металург» більшість матчів проводив на однойменному стадіоні. У 2001 році ФФУ заборонило грати клубу на цьому стадіоні, і «Металург» перебрався до стадіону «Авто ЗАЗ», який належав збанкрутілому клубу «Торпедо». Незабаром після цього керівництво клубу затвердило план реконструкції стадіону для команди. Будівництво почалося у 2004 і 29 липня 2006 стадіон під назвою «Славутич Арена» був відкритий у матчі «Металурга» і «Динамо» (Київ).

## Уболівальники

### Відвідування
Відвідуваність домашніх матчів «Металурга», середня кількість глядачів на грі чемпіонату країни впродовж сезону:
- Червоний колір — вища ліга
- Чорний — перша ліга.

## Досягнення

### УРСР
- Чемпіон УРСР (3): 1952, 1960, 1970
- Кубок УРСР (2): 1951, 1952

### Україна
- Перша ліга срібний призер: 2011-12
- Кубок України фіналіст: 2005-06

## Відомі футболісти
Подані гравці, що виступали за національну збірну своєї країни
| Українці - Віктор Серебряников - Віктор Матвієнко - Геннадій Перепаденко - Валерій Урін - Олександр Прохоров - / Віктор Скрипник - / Павло Шкапенко - Сергій Ковалець - Сергій Попов - Євген Яровенко - Олександр Чижевський - Дмитро Михайленко - Юрій Максимов - Андрій Каряка | - Тимерлан Гусейнов - Ілля Близнюк - В'ячеслав Шевчук - Сергій Нагорняк - Сергій Шищенко - Олександр Мелащенко - Олександр Алієв - Дмитро Чигринський - Станіслав Богуш - Тарас Степаненко - Сергій Кривцов - Максим Коваль - Ігор Лучкевич - Олексій Бєлік - Валерій Лучкевич | Легіонери - Артем Челядинський - Володимир Коритько - Сергій Штанюк - Борис Горовой - Микола Кашевський - Александр Томаш - Валентин Ілієв - Дато Квірквелія - Іраклі Модебадзе - Євгенійс Горячиловс - Валентінс Лобаньовс - Ігор Мітрескі - Дарко Тасевський - Даніель Флоря |

## Тренери команди
| - Борис Войтенко (1935 — 193?) - Григорій Балаба (1951–1952) - Георгій Глазков (1953–1954) - М. Чуркін (195? — червень 1961) - Сергій Коршунов (липень 1961–1962) - Абрам Лерман (1963–1965) - Леонід Родос (1965) - Сергій Коршунов (1967–1969) - Віктор Лукашенко (1970 — березень 1971) - Петро Ступаков (серпень — вересень 1972) - Віктор Жилін (вересень — грудень 1972) - Юрій Захаров (1973) - Григорій Вуль (1974) - Віктор Фомін (1975) - Йожеф Беца (1976–1978) - Олександр Гулевський (1979–1980) - Юрій Захаров (1981) - Олександр Томах (1981–1988) - / Ігор Надєїн (1988 — листопад 1992) |  | - Яніс Скределіс (січень — вересень 1993) - Григорій Вуль (жовтень — грудень 1993) - Анатолій Куксов (січень — серпень 1994) - Олександр Томах (вересень 1994 — березень 1998) - Леонід Ключик (березень 1998, в.о.) - Олександр Штелін (квітень 1998 — березень 1999) - Мирон Маркевич (квітень 1999 — травень 2001) - Володимир Атаманюк (червень — липень 2001) - Олег Таран (липень 2001 — вересень 2002) - Олег Лутков (вересень — жовтень 2002) - Ігор Надєїн (листопад — грудень 2002) - Іван Каталинич (січень — червень 2003) - Михайло Фоменко (липень — грудень 2003) - Анатолій Юревич (лютий — травень 2004) - Сергій Боровський (травень — червень 2004) - Валерій Яремченко (липень 2004 — липень 2005) - Анатолій Чанцев (липень — вересень 2005) - В'ячеслав Грозний (вересень 2005 — травень 2006) - Сергій Ященко (липень 2006 — квітень 2007) |  | - Анатолій Чанцев (квітень 2007 — листопад 2008) - Юрій Вернидуб (серпень — вересень 2008, в.о.) - Олег Лутков (листопад 2008 — вересень 2009) - Володимир Ходус (вересень — жовтень 2009, в.о.) - Роман Григорчук (жовтень — листопад 2009) - Володимир Ходус (листопад — грудень 2009, в.о.) - Роман Григорчук (грудень 2009 — травень 2010) - Олег Лутков (червень 2010 — травень 2011) - Григорий Негірьов (травень 2011) - Сергій Зайцев (червень 2011 — травень 2012) - Сергій Пучков (травень 2012 — жовтень 2013) - Олег Таран (28 жовтня 2013 — 7 листопада 2014) - Олександр Томах (7 листопада 2014 — 24 лютого 2015) - Анатолій Чанцев (24 лютого 2015 — грудень 2015) |

## Статистика виступів

### СРСР
| Сезон | Дивізіон   | Місце | І  | В  | Н  | П  | ГЗ | ГП | О  | Кубок СРСР  | Примітки   |
| ----- | ---------- | ----- | -- | -- | -- | -- | -- | -- | -- | ----------- | ---------- |
| 1985  | Перша ліга | 13    | 38 | 16 | 8  | 14 | 49 | 52 | 40 | 1/64 фіналу |            |
| 1986  | Перша ліга | 12    | 46 | 17 | 11 | 18 | 59 | 54 | 45 | 1/16 фіналу |            |
| 1987  | Перша ліга | 9     | 42 | 14 | 12 | 16 | 54 | 53 | 40 | 1/8 фіналу  |            |
| 1988  | Перша ліга | 17    | 42 | 12 | 13 | 17 | 30 | 43 | 36 | 1/32 фіналу |            |
| 1989  | Перша ліга | 7     | 42 | 17 | 12 | 13 | 55 | 40 | 46 | 1/64 фіналу |            |
| 1990  | Перша ліга | 3     | 38 | 19 | 14 | 5  | 58 | 30 | 52 | 1/16 фіналу | Підвищення |
| 1991  | Вища ліга  | 13    | 30 | 9  | 7  | 14 | 27 | 38 | 35 | 1/64 фіналу |            |

### Україна
| Сезон   | Дивізіон     | Місце   | І  | В  | Н  | П  | ГЗ | ГП  | О  | Кубок України | Єврокубки | Єврокубки | Примітки                       |
| ------- | ------------ | ------- | -- | -- | -- | -- | -- | --- | -- | ------------- | --------- | --------- | ------------------------------ |
| 1992    | Вища ліга    | 5       | 18 | 6  | 6  | 6  | 20 | 19  | 18 | 1/4 фіналу    |           |           | Кубок СРСР 1/16 фіналу         |
| 1992-93 | Вища ліга    | 7       | 30 | 10 | 9  | 11 | 38 | 35  | 29 | 1/4 фіналу    |           |           |                                |
| 1993-94 | Вища ліга    | 16      | 34 | 9  | 6  | 19 | 26 | 49  | 24 | 1/8 фіналу    |           |           |                                |
| 1994-95 | Вища ліга    | 9       | 34 | 11 | 10 | 13 | 47 | 42  | 43 | 1/8 фіналу    |           |           |                                |
| 1995-96 | Вища ліга    | 5       | 34 | 16 | 4  | 14 | 49 | 42  | 52 | 1/4 фіналу    |           |           |                                |
| 1996-97 | Вища ліга    | 8       | 30 | 12 | 5  | 13 | 48 | 44  | 41 | Півфінал      |           |           |                                |
| 1997-98 | Вища ліга    | 9       | 30 | 10 | 7  | 13 | 40 | 44  | 37 | 1/8 фіналу    |           |           |                                |
| 1998-99 | Вища ліга    | 8       | 30 | 12 | 6  | 12 | 46 | 43  | 42 | 1/16 фіналу   |           |           |                                |
| 1999-00 | Вища ліга    | 6       | 30 | 12 | 8  | 10 | 43 | 35  | 44 | Півфінал      |           |           |                                |
| 2000-01 | Вища ліга    | 8       | 26 | 8  | 8  | 10 | 27 | 31  | 32 | 1/8 фіналу    |           |           |                                |
| 2001-02 | Вища ліга    | 4       | 26 | 11 | 7  | 8  | 25 | 22  | 40 | 1/8 фіналу    |           |           |                                |
| 2002-03 | Вища ліга    | 15      | 30 | 6  | 8  | 16 | 22 | 41  | 26 | 1/16 фіналу   | КУЄФА     | 1-й раунд |                                |
| 2003-04 | Вища ліга    | 11      | 30 | 8  | 8  | 14 | 26 | 40  | 32 | 1/4 фіналу    |           |           |                                |
| 2004-05 | Вища ліга    | 10      | 30 | 8  | 11 | 11 | 25 | 32  | 35 | 1/8 фіналу    |           |           |                                |
| 2005-06 | Вища ліга    | 8       | 30 | 11 | 6  | 13 | 32 | 40  | 39 | Фіналіст      |           |           |                                |
| 2006-07 | Вища ліга    | 7       | 30 | 10 | 10 | 10 | 25 | 32  | 40 | 1/16 фіналу   | КУЄФА     | 1-й раунд |                                |
| 2007-08 | Вища ліга    | 9       | 30 | 9  | 9  | 12 | 24 | 32  | 36 | 1/16 фіналу   |           |           |                                |
| 2008-09 | Прем'єр-ліга | 7       | 30 | 12 | 9  | 9  | 29 | 30  | 45 | 1/16 фіналу   |           |           |                                |
| 2009-10 | Прем'єр-ліга | 9       | 30 | 10 | 5  | 15 | 31 | 48  | 35 | 1/4 фіналу    |           |           |                                |
| 2010-11 | Прем'єр-ліга | 16      | 30 | 6  | 6  | 18 | 18 | 40  | 24 | 1/4 фіналу    |           |           | Пониження                      |
| 2011-12 | Перша ліга   | 2       | 34 | 24 | 4  | 6  | 77 | 32  | 76 | 1/4 фіналу    |           |           | Підвищення                     |
| 2012-13 | Прем'єр-ліга | 16      | 30 | 1  | 8  | 21 | 12 | 64  | 11 | 1/16 фіналу   |           |           |                                |
| 2013-14 | Прем'єр-ліга | 14      | 28 | 2  | 6  | 20 | 19 | 54  | 12 | 1/8 фіналу    |           |           |                                |
| 2014-15 | Прем'єр-ліга | 7       | 26 | 6  | 8  | 12 | 20 | 40  | 26 | 1/8 фіналу    |           |           |                                |
| 2015-16 | Прем'єр-ліга | 14      | 26 | 0  | 3  | 23 | 7  | 50  | 3  | 1/16 фіналу   |           |           | Виключений зі змагань          |
| 2016-17 | Друга ліга   | 16      | 32 | 7  | 2  | 23 | 35 | 104 | 23 | 1/64 фіналу   |           |           | Отримав професіональний статус |
| 2017-18 | Друга ліга   | 12 з 12 | 33 | 2  | 1  | 30 | 14 | 133 | 7  | 1/64 фіналу   |           |           | Розформований                  |

### Єврокубки
Учасник Кубка УЄФА:
- 2002/2003 («Біркіркара», Мальта 3:0 і 0:0, «Лідс Юнайтед», Англія 0:1 і 1:1).
- 2006/2007 («Зімбру», Молдова 0:0 і 3:0, «Панатінаїкос», Греція 1:1 і 0:1).